# Comuna Hîjînți, Dzerjînsk
Hîjînți (în ucraineană Хижинецька сільська рада) este o comună în raionul Dzerjînsk, regiunea Jîtomîr, Ucraina, formată din satele Hîjînți (reședința) și Mani.

## Demografie
Componența lingvistică a satului Hîjînți
     Ucraineană (99,78%)
     Alte limbi (0,22%)
Conform recensământului din 2001, majoritatea populației satului Hîjînți era vorbitoare de ucraineană (99,78%), existând în minoritate și vorbitori de alte limbi.